# SDSS J125737.26−011336.1
| SDSS J125737.26−011336.1                                | SDSS J125737.26−011336.1 |
| ------------------------------------------------------- | ------------------------ |
| Beobachtungsdaten Äquinoktium: J2000.0, Epoche: J2000.0 |                          |
| Sternbild                                               | Virgo                    |
| Rektaszension                                           | 12h 57m 37,3s            |
| Deklination                                             | −1° 13′ 36″              |
| Helligkeit (J-Band)                                     | 15,9 mag                 |
| Spektralklasse                                          | ca. L4                   |
| Katalogbezeichnungen                                    |                          |
| SDSSp J125737.26−011336.1 2MASS J12573726−0113360       |                          |

SDSS J125737.26−011336.1 (auch verkürzt z. B. als SDSS J1257−0113 bezeichnet) ist ein L-Zwerg im Sternbild Virgo.
Er gehört der Spektralklasse L4 an. Seine Position verschiebt sich aufgrund seiner Eigenbewegung jährlich um 0,08115 Bogensekunden. Das Objekt wurde im Jahr 2002 von Geballe et al. als L-Zwerg identifiziert.